# Relacions entre Angola i Kenya
Les relacions entre Angola i Kenya es refereix a les relacions bilaterals històriques i actuals entre la República d'Angola i la República de Kenya. En 2014 ambdós estats van acordar enfortir llurs relacions bilaterals.

## Cooperació
En una sèrie de reunions en 2014 a Nairobi i Luanda se signaren uns pocs acords que incloïen una creació de la Comissió Mixta de Cooperació, un MOU sobre Política Consulta entre el Ministeri d'Afers Exteriors d'Angola i el de Kenya i l'Acord General sobre Cooperació Econòmica, Científica, Cultural i Tècnica entre els governs de Kenya i Angola.
Al setembre de 2014 el govern de Kenya va signar un Acord Bilateral de Serveis Aeris (BASA) que és una actualització d'un acord previ signat el 2011 que permetia vols directes entre tots dos països. Kenya Airways ha estat operant-vols entre dos països, però TAAG Angola Airlines encara no ha començat. Amb l'acord Kenya espera incrementar el nombre de turistes i augmentar el comerç.
Ambdós països s'han compromès amb la pau i la seguretat a la regió dels Grans Llacs.
El secretari del Ministeri d'Afers Exteriors de Kenya va visitar Angola en gener 2014 i el ministre d'afers estrangers d'Angola va visitar Nairobi el juliol de 2014.

## Missions diplomàtica
L'alta missió diplomàtica de Kenya a Windhoek és acreditada a Angola. En juny de 2011 Kenya va anunciar que obriria una ambaixada a Angola.